# Meister Francke

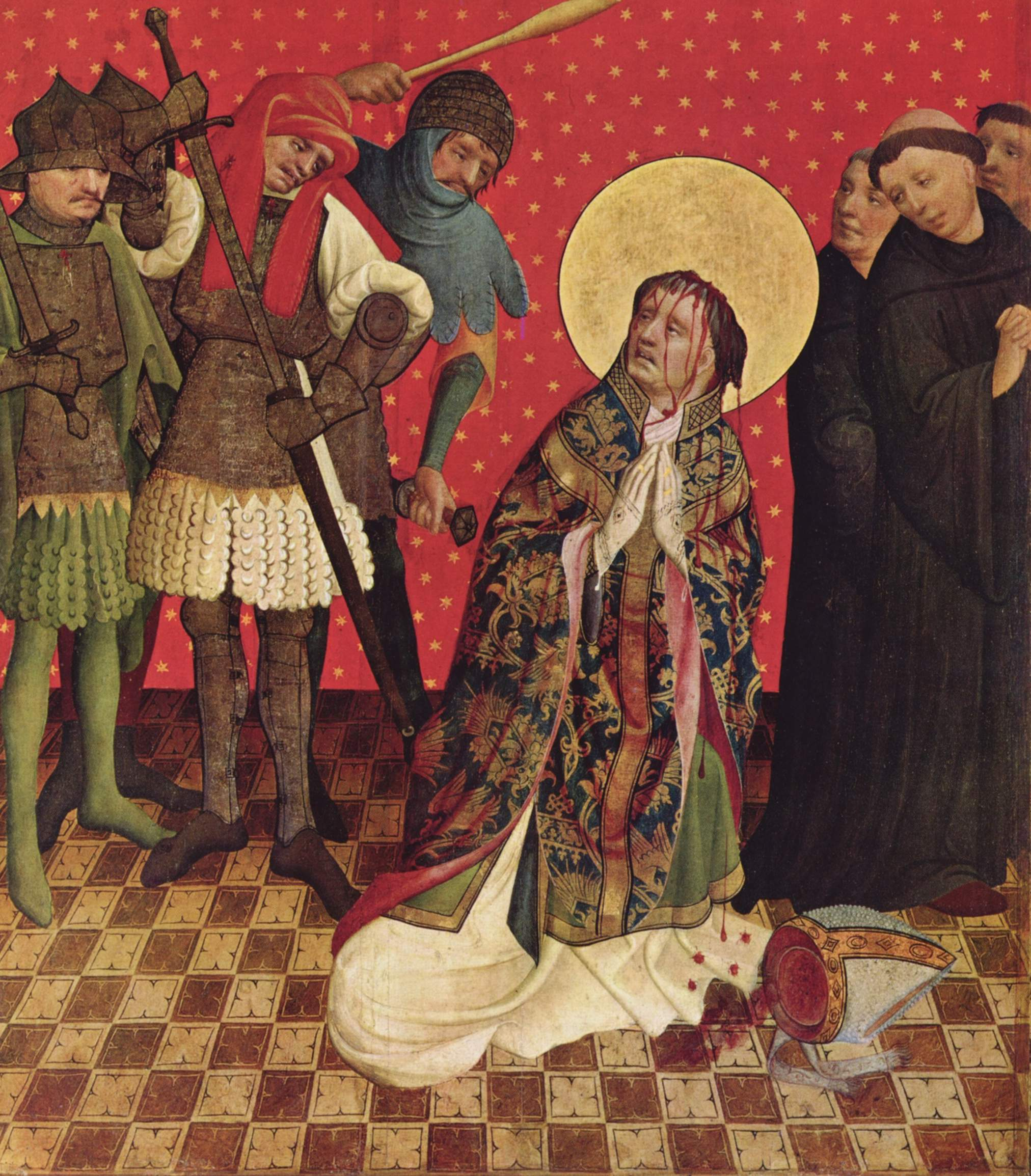
Thomas av Canterburys martyrium, från Englandsfararaltaret i Hamburger Kunsthalle.

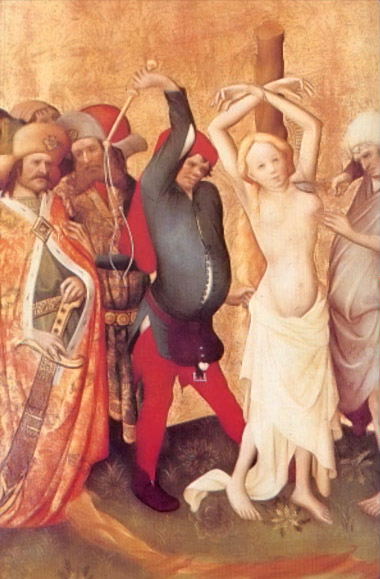
Sankta Barbaras martyrium, från Barbaraaltaret i Finlands nationalmuseum.

Meister Francke, var en tysk målare under 1400-talets början.
Francke omtalas (i en urkund från 1500-talet) som upphovsman till ett av Tysklands främsta konstverk från senmedeltiden, det 1424 fullbordade "Englandsfararaltaret" i Johanneskyrkan i Hamburg (numera i Hamburger Kunsthalle). Det visar bland annat scener ur Thomas av Canterburys legend i uttryckfull gestaltning, klar komposition och ansats till perspektivisk rumsbehandling. Francke har sannolikt fått sin utbildning i Sydtyskland. Han har också sammankopplats med en målare Hänselin från Strassburg. Franck har utövat ett betydande inflytande på konsten, särskilt i Östersjöländerna, där flera arbeten tillräknats honom eller hans verkstad. Ett av de främsta, Barbaraaltaret, har kommit att hamna i Finland och finns nu på Finlands nationalmuseum, Helsingfors.